# من که از آتش دل چون خم می در جوشم
غزلی با مطلع «من که از آتش دل چون خم می در جوشم»، غزل شمارهٔ ۳۴۰ از دیوانِ حافظ در تصحیحِ محمد قزوینی و قاسم غنی است.

## در اجراها
عبدالوهاب شهیدی در برنامهٔ شمارهٔ ۲۶۸ از مجموعهٔ برگ سبز این غزل را در دستگاهِ شور اجرا کرده‌است.